# Сезон «Атлетік» (Більбао) 1901–1902
| «Атлетік» (Більбао) у сезоні 1901—02 | «Атлетік» (Більбао) у сезоні 1901—02 |
| ------------------------------------ | ------------------------------------ |
| Ліга                                 |                                      |
| Місце в лізі                         |                                      |
| Раунд у Кубку                        |                                      |
| Старший тренер                       | Хуан Асторкія Ландабазо              |
| Тренери                              | Альфред Едвард Міллс                 |
| Начальник команди                    |                                      |
| Стадіон                              | Ламіако;                             |
| Капітан                              | Хуан Асторкія Ландабазо              |
| Найкращий бомбардир у лізі           | Альфред Едвард Міллс                 |
| Найбільше матчів у лізі              |                                      |

Сезон «Атлетік» (Більбао) 1901—02 — перший офіційний сезон в історії футбольного клубу «Атлетік» (Більбао). Команда відтоді носила назву «Athletic Club».

## Створення клубу
Після установчих зборів 5 вересня 1901 року в кав'ярні Ґарсія прихильників команди «Атлетік Клуб», покладали великі очікування на новий сезон. Більшість з них стали його першими засновниками  та футболістами, одночасно.
Луїсу Мармолехо, першому директору клубу, довелося зайнятися договірними умовами з муніципалітетом, щоби узаконити тренування та розмежувати ігрові дні на стадіоні Ламіако, оскільки гімназійне поле Камп-де-Сант-Євгенія (Campa de Santa Eugenia) вже не міг умістити всіх охочих до гри (і більше вже використовувалося гімназійними та юнацькими командами). Оскільки Мармолехо був формальним очільником клубу, та лідером команди та його рушієм й далі залишався Хуан Асторкія Ландабазо, який тепер більше міг приділяти уваги формуванню команди та їхніми тренуваннями. Тогоріч до їх лав влилося ще більше гравців-прихильників (тільки на установчих зборах їх було 33), з поміж них йому доводилося вибирати кращих й формувати команди на виставкові ігри.

## Сезон
В ті часи, футбольний сезон тривав на англійський манер - з жовтня по травень (майже календарний поточний рік) розпочинався наприкінці осені із різдвяними вакаціями та активними іграми весною, потім була тривала літня пауза. Гравці збиралися не на постійні основі (тож і вважається рівнем аматорів). Ігри відбувалися на малопристосованих площадках чи іподромах.
Докладної інформації щодо кількості та результатів матчів баскської команди в 1901—02 році обмаль. Дослідники баскського футболу відзначають тільки наявність товариських ігор на стадіоні Ламіако, в передмісті Більбао.
Завершальним акордом того сезону став виставковий турнір на честь досягнення віку зрілості молодого іспанського короля Альфонсо XIII. На турнір було запрошено 5 команд з різних куточків країни. Баскам випала нагода повезти туди свою команду, для цього об'єдналися кілька спортивних клубів і їх гравці поїхали до Мадриду. Збірна команда басків «Біская» (Bizcaya) 13 травня 1902 року на «Естадіо де Гіподром» (Estadio de Hipódromo) провела свою першу гру в офіційному турнірі, супроти барселонського «Клубу Еспаньйол».Перемога з рахунком 5 : 0, дозволила продовжувати участь в турнірі.
В другій грі було переможено мадридську дружину: «Нью Фут-Бол Клуб» (New Foot-Ball Club). Перемога з рахунком 8 : 1,кваліфікувала басків до фіналу Кубка Коронації.
15 травня 1902 року, переповнений «Естадіо де Гіподром» побачив дві кращі команди Іспанії — «Біскаю» та «Барселону». Два гола забиті Хуаном Асторкією та Казеусом (Cazeaus) принесли перемогу баскам 2 : 1 і звання першого володаря іспанського футбольного трофею – Кубка Коронації.

## Склад команди
Дослідникам футбольної історії вдалося розшукувати гравців команди басків в різних тогочасних виданнях. Наразі віднайдено й підтверджено участь в іграх таких футболістів:
- 13.05.1902 року → «Бізкая» - «Еспаньйол» → 5 : 1[6]
  - Луїс Арана (Luis de Arana Urigüen), Педро Ларраняґа (Pedro Larracaga), Хосе Марія Арана (José María Arana Urigüen), Енріке Гойрі (Enrique Goiri), Рікардо Угальде (Ricardo Ugalde), Рамон Сільва (Ramón Silva), Алехандро Де ла Сота (Alejandro de la Sota Eizagirre), Хуан Асторкія (Juan Astorquia Landabaso), William Llewellyn Dyer, Cazeaus, Walter Evans.
- 14.05.1902 року → «Бізкая» - «Еспаньйол» → 8 : 1[7]
  - Луїс Арана (Luis de Arana Urigüen), Луїс Сільва (Luis Silva Abaitua), Хосе Марія Арана, Амадо Арана (Amado Arana Urigüen), Рікардо Угальде, Рамон Сільва, Алехандро Де ла Сота, Хуан Асторкія, William Llewellyn Dyer, Cazeaus, Walter Evans.